# كين كوري
كين كوري (بالإنجليزية: Ken Currie)‏ (3 سبتمبر 1925 - 22 مارس 2017) هو لاعب كرة قدم بريطاني في مركز مهاجم داخلي. لعب مع ريث روفرز.